# アラビアンナイト (マジック:ザ・ギャザリング)
アラビアンナイトは、マジック:ザ・ギャザリングの最初の拡張カードセットである。ジンや砂漠など、千夜一夜物語の世界を背景にしている。

## シンボル
マジック:ザ・ギャザリングのデザイナーであるリチャード・ガーフィールドは最初、このセットを（後のアイスエイジ・ミラージュのように）単独で遊べるセットにしようとしていた。そのため、最初は裏面のデザインを基本セットの物と変えようとしていた。
ところが、この案はプレイヤーたちからの反対にあった。裏面が違うと、基本セットと混ぜて使うことが出来なくなるからである。そこで、裏面はそのままでアラビアンナイト収録のカードと分かるように、イラストの下にシミター（曲刀）のマークをつけることにした。以降のセットもこれに習い、セット固有のマークがつけられている。

## 有名なカード
- Bazaar of Baghdad: 「カードを引く」「カードを捨てる」の二つの効果を同時に発生させる土地。目的のカードを早く引く、特定のカードを墓地に送るなど様々な使い方ができる。
- 真鍮の都: 任意の色のマナを発生させることができる土地。クロニクル・第5版で再録され、第8版まで使用された。
- Library of Alexandria: 手札が7枚あればもう1枚カードを引くことができる土地。その強力な効果から「パワー・ナインの10枚目のカード」と呼ばれることがある。
- Ring of Ma'rûf : ゲーム外にあるカード（使用してゲームから取り除かれたもの・最初からデッキに入っていないもの）を使用することができるカード。
- Shahrazad: ゲーム中に別のゲームを行うカード。